# HMS K17
Pour les articles homonymes, voir K17.
Le HMS K17 est un sous-marin britannique de classe K construit pour la Royal Navy par Vickers à Barrow-in-Furness. Il est lancé le 10 avril 1917.

## Conception
Le K17 avait un déplacement de 1 800 tonnes en surface et 2 600 tonnes en immersion. Il avait une longueur totale de 103 m, un maître-bau de 8,08 m et un tirant d'eau de 6,38 m. Le sous-marin était propulsé par deux chaudières Yarrow Shipbuilders alimentées au mazout, qui alimentaient chacune une turbine à vapeur Brown-Curtis ou Parsons développant 10 500 ch (7 800 kW) qui entraînaît deux hélices de 2,29 m de diamètre. En immersion, la propulsion était assurée par quatre moteurs électriques, produisant chacun de 350 à 360 ch (260 à 270 kW). Il avait également un moteur Diesel de 800 ch (600 kW), qui était utilisé le temps que la vapeur monte en pression, ou à la place de celle-ci.
Le sous-marin avait une vitesse maximale en surface de 24 noeuds (44 km/h) et une vitesse en immersion de 9 à 9,5 noeuds (16,7 à 17,6 km/h),. Il pourrait opérer à une profondeurs de 150 pieds (46 m) et y parcourir 80 milles marins (150 km) à 2 noeuds (3,7 km/h).
Le K17 était armé de dix tubes lance-torpilles de 18 pouces (457 mm), de deux canons de pont de 4 pouces (100 mm) et d’un canon antiaérien de 3 pouces (76 mm). Ses tubes lance-torpilles étaient répartis ainsi : quatre dans l’étrave, quatre dans la section centrale, tirant sur les côtés, et deux sur le pont dans un affût rotatif. Son effectif était de cinquante-neuf membres d’équipage.

## Perte
Le K17 a été coulé le 31 janvier 1918, lors de l’exercice nocturne de la flotte qui sera plus tard connu sous le nom de bataille de l'île de May (opération E.C.1), alors qu’il était rattaché à la 13e flottille sous-marine. Le HMS Fearless, naviguant à la tête d’un groupe de sous-marins, a éperonné le K17. Celui-ci a coulé en 8 minutes environ, et fut perdu corps et biens. Son épave est désignée comme un lieu protégé en vertu de la Loi de 1986 sur la protection des sépultures militaires .